# Giampietro Perrulli
Giampietro Perrulli (Roma, 8 giugno 1985) è un ex calciatore italiano, di ruolo centrocampista o attaccante.

## Carriera
Muove i suoi primi passi nella polisportiva Centro Giano, società di una piccola frazione di Roma, per poi passare nei dilettanti dell'Ostiamare, per poi passare nel gennaio 2004, in prestito all'Udinese dove milita sei mesi nelle giovanili friulane. Arriva poi a giocare tra i professionisti, in Serie C2, nel 2004-2005, nella Viterbese, dove segna 8 reti. L'anno successivo è acquistato dall'Ascoli che lo gira subito in prestito in Serie C1 alla Sambenedettese dove disputa 18 presenze segnando una rete; Fatto ritorno all'Ascoli, il 14 maggio 2006 fa il suo esordio in Serie A poco prima di compiere i 21 anni, nell'ultima partita della stagione 2005-2006 giocata ad Empoli e vinta 2-1 dalla squadra marchigiana. Successivamente, gioca per una stagione e mezza nella massima serie italiana, disputando nel primo anno 30 presenze e 3 reti e l'anno successivo in sei mesi 12 presenze e una rete.
Il 2 gennaio 2009 passa a titolo definitivo all'Ascoli dove rimane un anno e mezzo, giocando 45 partite e realizzando 3 reti. Rimane svincolato ma nell'agosto del 2010, firma un contratto biennale con l'Ascoli e in questa stagione s'infortuna gravemente al menisco e rimarrà fuori fino a maggio, dove riuscirà a collezionare solo 3 presenze e una rete.
La stagione 2011-2012 riesce a giocare 31 partite e riesce a realizzare 2 reti. Firma poi un contratto col Carpi per una stagione e in questa stagione caratterizzata da molti infortuni, gioca 21 partite realizzando 2 reti. Rimasto svincolato il 20 agosto 2014 firma un triennale con la Lupa Roma, squadra militante nel campionato di Lega Pro.
Il 28 dicembre 2014 risolve consensualmente il rapporto che lo legava alla Lupa Roma e, dopo un periodo di prova alla Salernitana, scende in campo per la prima volta con indosso la casacca granata il 6 gennaio, nella trasferta contro la Casertana. A fine anno, la squadra campana vince il Campionato di Lega Pro, ottenendo la promozione diretta in cadetteria, ed è seconda nella poule a tre di Supercoppa di Lega. 
Nell'estate 2016 firma un contratto con la Cremonese, dove milita per tre stagioni. Nel 2019 passa al Novara, dove gioca per una stagione.

## Statistiche

### Presenze e reti nei club
| Stagione           | Squadra            | Campionato         | Campionato | Campionato | Coppe nazionali | Coppe nazionali | Coppe nazionali | Coppe continentali | Coppe continentali | Coppe continentali | Altre coppe | Altre coppe | Altre coppe | Totale | Totale |
| Stagione           | Squadra            | Comp               | Pres       | Reti       | Comp            | Pres            | Reti            | Comp               | Pres               | Reti               | Comp        | Pres        | Reti        | Pres   | Reti   |
| ------------------ | ------------------ | ------------------ | ---------- | ---------- | --------------- | --------------- | --------------- | ------------------ | ------------------ | ------------------ | ----------- | ----------- | ----------- | ------ | ------ |
| 2003-2004          | Ostia Mare         | D                  | 23         | 2          | CI-D            | 0               | 0               | -                  | -                  | -                  | -           | -           | -           | 23     | 2      |
| 2004-2005          | Viterbese          | C2                 | 31+2       | 7+1        | CI-C            | 0               | 0               | -                  | -                  | -                  | -           | -           | -           | 33     | 8      |
| 2005-gen. 2006     | Sambenedettese     | C1                 | 18         | 1          | CI-C            | 0               | 0               | -                  | -                  | -                  | -           | -           | -           | 18     | 1      |
| mag. 2006          | Ascoli             | A                  | 1          | 0          | CI              | 0               | 0               | -                  | -                  | -                  | -           | -           | -           | 1      | 0      |
| 2006-2007          | Ascoli             | A                  | 27         | 2          | CI              | 0               | 0               | -                  | -                  | -                  | -           | -           | -           | 27     | 2      |
| 2007-gen. 2008     | Ascoli             | B                  | 14         | 2          | CI              | 3               | 0               | -                  | -                  | -                  | -           | -           | -           | 17     | 2      |
| Totale Ascoli      | Totale Ascoli      | Totale Ascoli      | 42         | 4          |                 | 3               | 0               |                    | -                  | -                  |             | -           | -           | 45     | 4      |
| gen.-giu. 2008     | Vicenza            | B                  | 13         | 0          | CI              | 0               | 0               | -                  | -                  | -                  | -           | -           | -           | 13     | 0      |
| 2008-gen. 2009     | Vicenza            | B                  | -          | -          | CI              | -               | -               | -                  | -                  | -                  | -           | -           | -           | -      | -      |
| gen.-giu. 2009     | Pescara            | 1D                 | 10         | 0          | CI+CI-LP        | 0               | 0               | -                  | -                  | -                  | -           | -           | -           | 10     | 0      |
| 2009-gen. 2010     | Vicenza            | B                  | -          | -          | CI              | -               | -               | -                  | -                  | -                  | -           | -           | -           | -      | -      |
| Totale Vicenza     | Totale Vicenza     | Totale Vicenza     | 13         | 0          |                 | 0               | 0               |                    | -                  | -                  |             | -           | -           | 13     | 0      |
| gen.-giu. 2010     | Perugia            | 1D                 | 7          | 0          | CI+CI-LP        | 0               | 0               | -                  | -                  | -                  | -           | -           | -           | 7      | 0      |
| gen.-giu. 2011     | Carpi              | 2D                 | 3          | 0          | CI+CI-LP        | 0               | 0               | -                  | -                  | -                  | SdL-2D      | 0           | 0           | 3      | 0      |
| 2011-2012          | Carpi              | 1D                 | 15         | 0          | CI+CI-LP        | 0+2             | 0               | -                  | -                  | -                  | -           | -           | -           | 17     | 0      |
| Totale Carpi       | Totale Carpi       | Totale Carpi       | 18         | 0          |                 | 2               | 0               |                    | -                  | -                  |             | 0           | 0           | 20     | 0      |
| 2012-2013          | Palestrina         | D                  | 25         | 12         | CI-D            | 0               | 0               | -                  | -                  | -                  | -           | -           | -           | 25     | 12     |
| 2013-2014          | Lupa Roma          | D                  | 23         | 7          | CI-D            | 0               | 0               | -                  | -                  | -                  | -           | -           | -           | 23     | 7      |
| 2014-gen. 2015     | Lupa Roma          | LP                 | 15         | 2          | CI-LP           | 1               | 1               | -                  | -                  | -                  | -           | -           | -           | 16     | 3      |
| gen.-giu. 2015     | Salernitana        | LP                 | 12         | 0          | CI+CI-LP        | 0               | 0               | -                  | -                  | -                  | SC-LP       | 2           | 0           | 14     | 0      |
| 2015-gen. 2016     | Salernitana        | B                  | 6          | 0          | CI              | 2               | 0               | -                  | -                  | -                  | -           | -           | -           | 8      | 0      |
| Totale Salernitana | Totale Salernitana | Totale Salernitana | 18         | 0          |                 | 2               | 0               |                    | -                  | -                  |             | 2           | 0           | 22     | 0      |
| 2015-2016          | Lupa Roma          | LP                 | 14+2       | 0+1        | CI-LP           | 0               | 0               | -                  | -                  | -                  | -           | -           | -           | 16     | 1      |
| Totale Lupa Roma   | Totale Lupa Roma   | Totale Lupa Roma   | 52+2       | 9+1        |                 | 1               | 1               |                    | -                  | -                  |             | -           | -           | 55     | 11     |
| 2016-2017          | Cremonese          | LP                 | 33         | 1          | CI+CI-LP        | 2+1             | 0               | -                  | -                  | -                  | SC-LP       | 1           | 0           | 37     | 1      |
| 2017-2018          | Cremonese          | B                  | 18         | 0          | CI              | 0               | 0               | -                  | -                  | -                  | -           | -           | -           | 18     | 0      |
| 2018-gen. 2019     | Cremonese          | B                  | 9          | 0          | CI              | 0               | 0               | -                  | -                  | -                  | -           | -           | -           | 9      | 0      |
| Totale Cremonese   | Totale Cremonese   | Totale Cremonese   | 60         | 1          |                 | 3               | 0               |                    | -                  | -                  |             | 1           | 0           | 64     | 1      |
| gen.-giu. 2019     | Novara             | C                  | 8+2        | 0          | CI              | 0               | 0               | -                  | -                  | -                  | -           | -           | -           | 10     | 0      |
| Totale carriera    | Totale carriera    | Totale carriera    | 325+6      | 38         |                 | 11              | 1               |                    | -                  | -                  |             | 3           | 0           | 345    | 39     |

## Palmarès

### Club

#### Competizioni nazionali
- Serie C2: 1

Carpi: 2010-2011
- Serie D: 1

Lupa Roma: 2013-2014
- Lega Pro: 2

Salernitana: 2014-2015
Cremonese: 2016-2017

#### Competizioni regionali
- Eccellenza: 1

Ostia Mare: 2002-2003